# Fishia betsia
Fishia betsia är en fjärilsart som beskrevs av Smith 1905. Fishia betsia ingår i släktet Fishia och familjen nattflyn. Inga underarter finns listade i Catalogue of Life.